# 潭中街道
潭中街道，是中华人民共和国广西壮族自治区柳州市城中区下辖的一个乡镇级行政单位。

## 行政区划
潭中街道下辖以下地区：
工学院社区、桂中社区、潭东社区、文昌社区、西雅社区、王座社区、金泰苑社区和窑埠村。